# Lygodactylus bernardi
Lygodactylus bernardi (карликовий гекон Бернарда) — вид геконоподібних ящірок родини геконових (Gekkonidae). Ендемік Зімбабве. Вид названий на честь британського археолога Бернарда Фагга.

## Опис
Довжина карликових геконів Бернарда (без врахування хвоста) становить 3-4 см. Верхня частина тіла оливкова, поцяткована блідими плямами. Горло блакитнувато-біле, живіт жовтий, нижня сторона хвоста оранжева або оранжево-коричнева.

## Поширення і екологія
Карликові гекони Бернарда мешкають в горах Східного Нагір'я на сході Зімбабве, можливо, також в сусідніх районах Мозамбіку. Вони живуть на високогірних луках, серед скельних виступів. Відкладають яйця.